# Bokochód

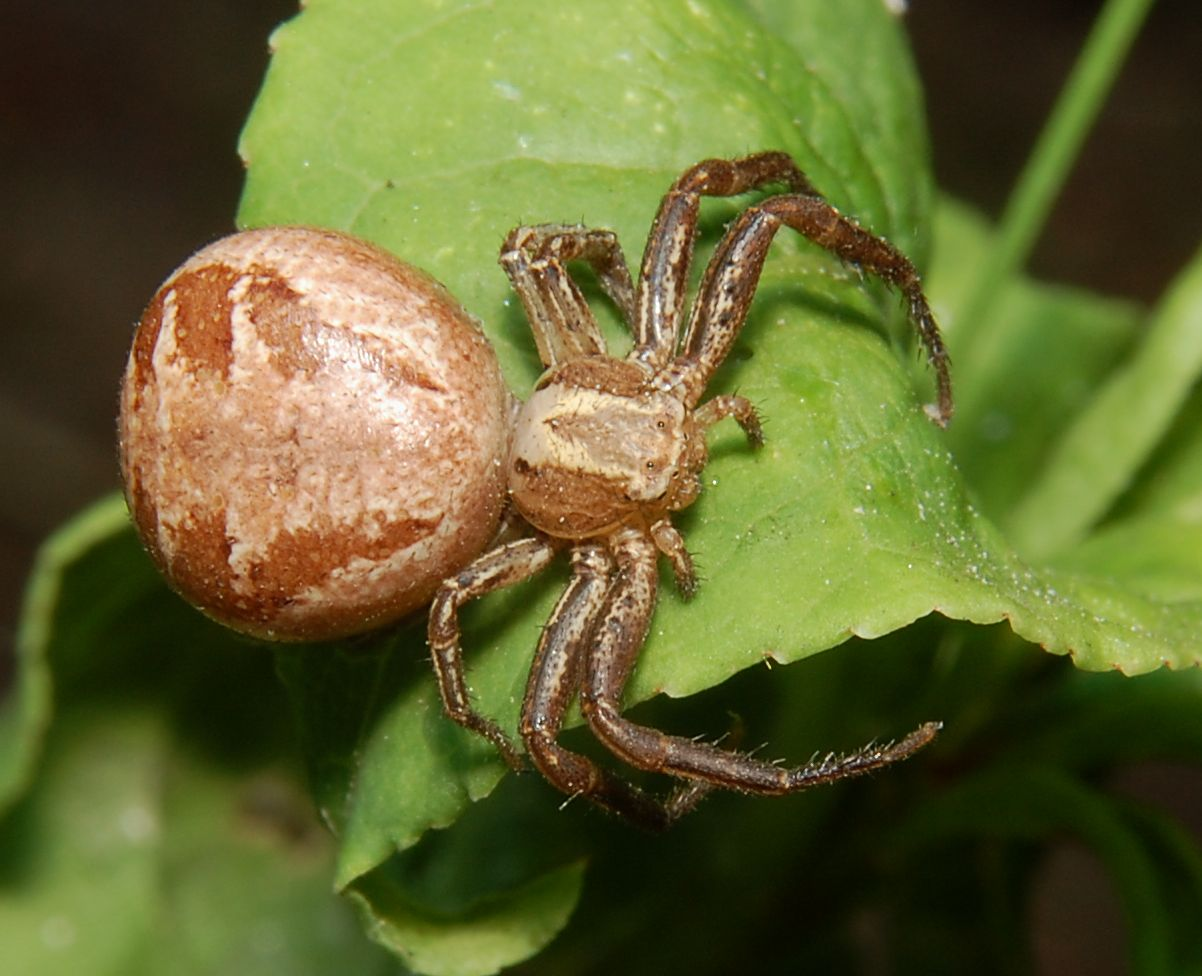
Xysticus audax

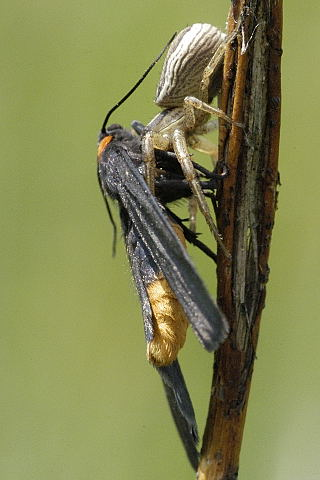
Xysticus cristatus

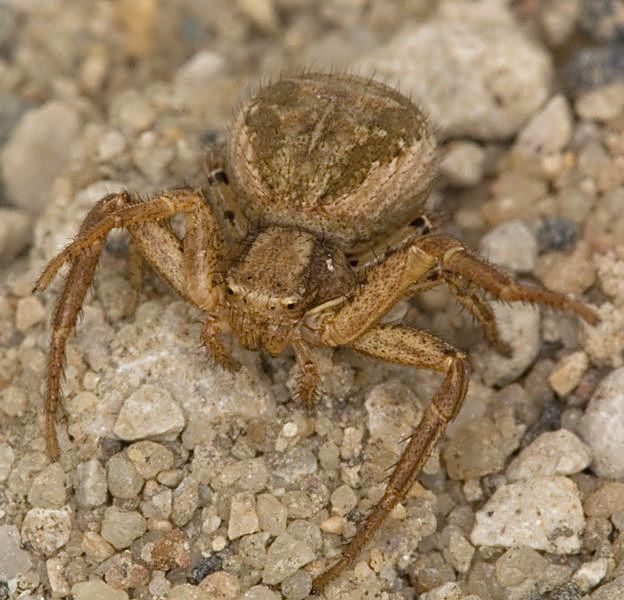
Samica Xysticus kochi

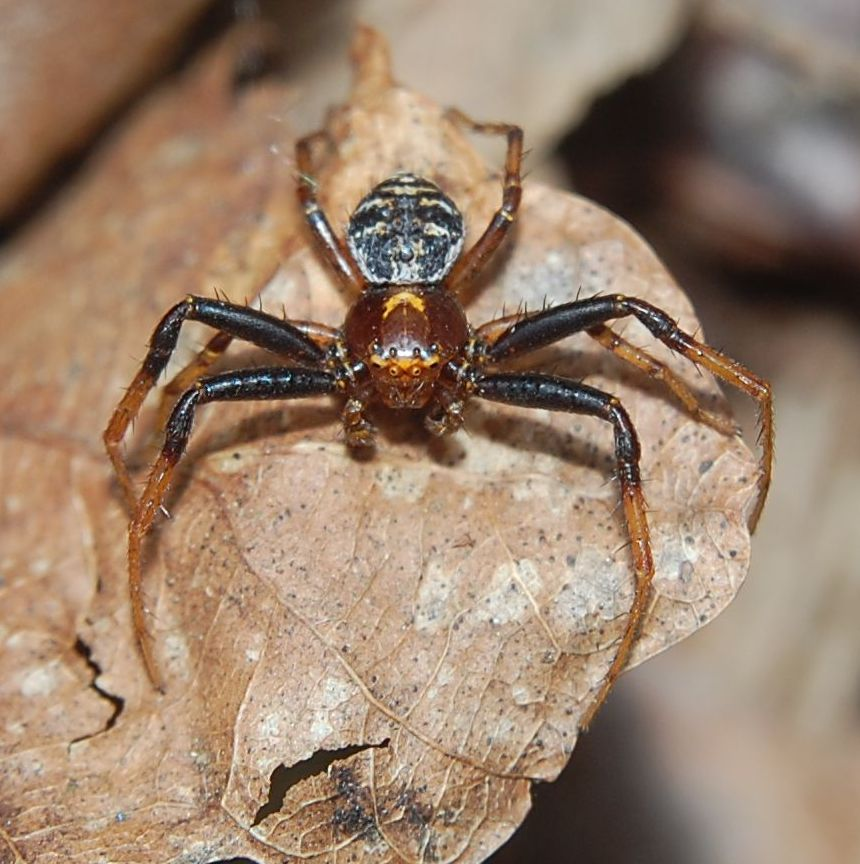
Bokochód boczeń

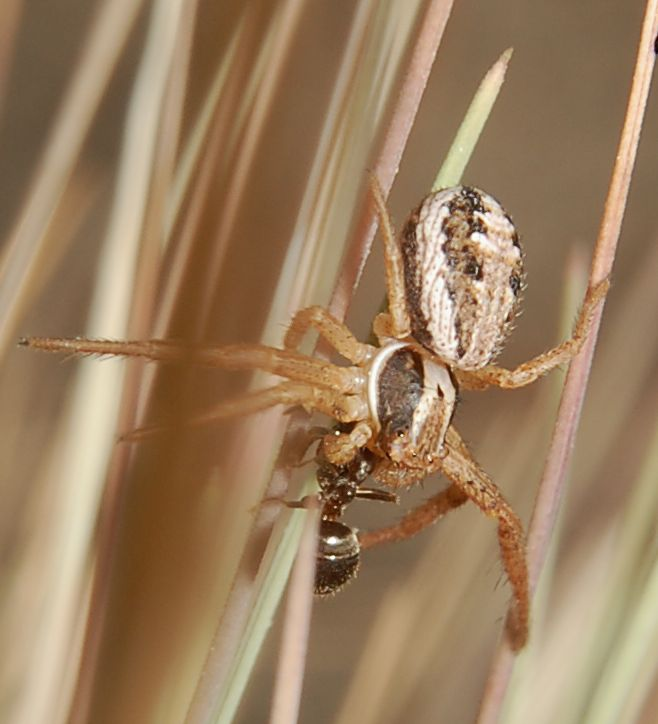
Xysticus ninnii

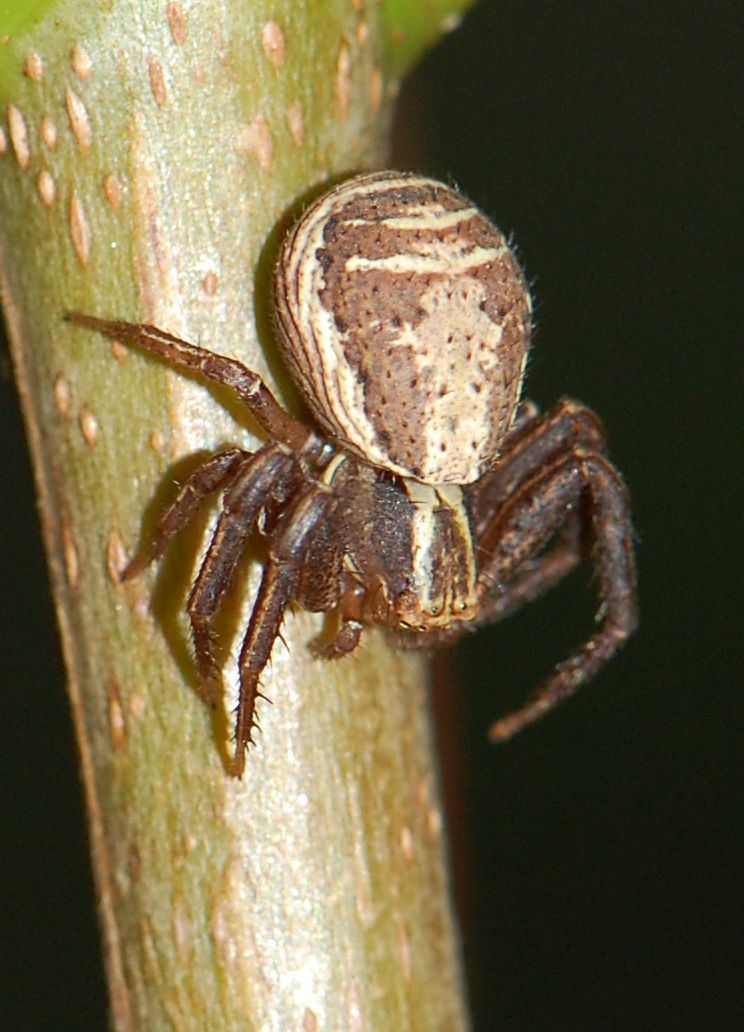
Bokochód pospolity

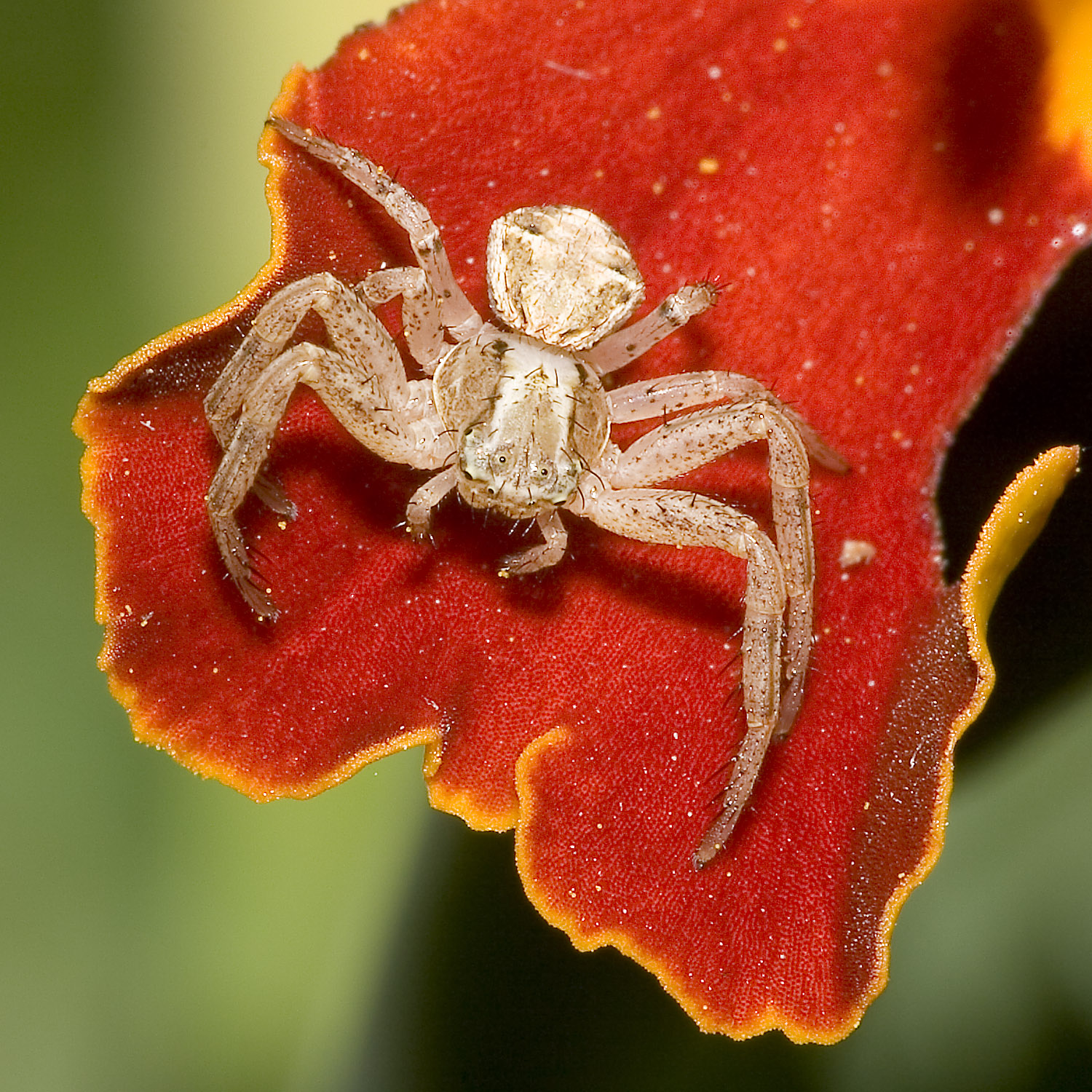
Xysticus sp.

Bokochód (Xysticus) – rodzaj pająków z rodziny ukośnikowatych, obejmujący ponad 350 opisanych gatunków.
Pająki te mają krótkie ciało, z rzadka porośnięte krótkimi i mocnymi lub długimi i delikatnymi szczecinkami. Karapaks jest na przedzie prawie kwadratowy, na wierzchu o przepasce środkowej zwykle z klinowatym, brązowawym znakiem na przedzie i jaśniejszym tyłem. W widoku od przodu środkowe pary oczu leżą niżej niż boczne tych samych rzędów. Nadustek jest wysoki. Kolor nasady szczękoczułków często jest żółtawobiały lub żółtawobrązowy. Odnóża kroczne są długie, pozbawione skopuli i przypazurkowych kępek włosków. Dwie początkowe pary odnóży są dłuższe i zwykle uzbrojone w kolce. Opistosoma (odwłok) jest najszersza tuż za środkiem, z tyłu zaokrąglona, z wierzchu spłaszczona, o stożeczku z kilkoma krótkimi i cienkimi szczecinkami. Kądziołki przędne są rozmieszczone blisko siebie na owalnym lub zaokrąglonym polu. Kądziołki przedniej pary cechują się szerokimi podstawami. 
Takson kosmopolityczny, ale w Ameryce Południowej występuje tylko X. silvestrii. W Polsce stwierdzono 19 gatunków (zobacz: ukośnikowate Polski).
Samce w trakcie kopulacji przytrzymują odnóża samicy szczękoczułkami. Czasem wykorzystują także nić przędną do unieruchomienia partnerki. 
Do 2017 roku opisano 355 gatunków współczesnych i 3 wymarłe:

- Xysticus abditus Logunov, 2006
- Xysticus abramovi Marusik & Logunov, 1995
- Xysticus acerbus Thorell, 1872
- Xysticus acquiescens Emerton, 1919
- Xysticus advectus O. Pickard-Cambridge, 1890
- Xysticus adzharicus Mcheidze, 1971
- Xysticus aethiopicus L. Koch, 1875
- Xysticus albertensis Dondale, 2008
- Xysticus albidus Grese, 1909
- Xysticus albolimbatus Hu, 2001
- Xysticus alboniger Turnbull, Dondale & Redner, 1965
- Xysticus aletaiensis Hu & Wu, 1989
- Xysticus alpicola Kulczyński, 1882
- Xysticus alpinistus Ono, 1978
- Xysticus alsus Song & Wang, 1994
- Xysticus altaicus Simon, 1895
- Xysticus altitudinis Levy, 1976
- Xysticus ampullatus Turnbull, Dondale & Redner, 1965
- Xysticus anatolicus Demir, Aktas & Topçu, 2008
- †Xysticus annulipes Bertkau, 1878
- Xysticus apachecus Gertsch, 1933
- Xysticus apalacheus Gertsch, 1953
- Xysticus apertus Banks, 1898
- Xysticus apricus L. Koch, 1876
- Xysticus aprilinus Bryant, 1930
- †Xysticus archaeopalpus Leech & Matthews, 1971
- Xysticus arenarius Thorell, 1875
- Xysticus arenicola Simon, 1875
- Xysticus argenteus Jézéquel, 1966
- Xysticus asper (Lucas, 1838)
- Xysticus atevs Ovtsharenko, 1979
- Xysticus atrimaculatus Bösenberg & Strand, 1906
- Xysticus auctificus Keyserling, 1880
- Xysticus audax (Schrank, 1803)
- Xysticus audaxoides Zhang, Zhang & Song, 2004
- Xysticus austrosibiricus Logunov & Marusik, 1998
- Xysticus autumnalis L. Koch, 1875
- Xysticus aztecus Gertsch, 1953
- Xysticus bacurianensis Mcheidze, 1971
- Xysticus bakanas Marusik & Logunov, 1990
- Xysticus baltistanus (Caporiacco, 1935)
- Xysticus banksi Bryant, 1933
- Xysticus barbatus Caporiacco, 1936
- Xysticus benefactor Keyserling, 1880
- Xysticus bengalensis Tikader & Biswas, 1974
- Xysticus bengdakus Saha & Raychaudhuri, 2007
- Xysticus beni Strand, 1913
- Xysticus berlandi Schenkel, 1963
- Xysticus bermani Marusik, 1994
- Xysticus bharatae Gajbe & Gajbe, 1999
- Xysticus bicolor L. Koch, 1867
- Xysticus bicuspis Keyserling, 1887
- Xysticus bifasciatus C. L. Koch, 1837
- Xysticus bimaculatus L. Koch, 1867
- Xysticus bliteus (Simon, 1875)
- Xysticus bohdanowiczi Zhang, Zhu & Song, 2004
- Xysticus bolivari Gertsch, 1953
- Xysticus bonneti Denis, 1938
- Xysticus bradti Gertsch, 1953
- Xysticus breviceps O. Pickard-Cambridge, 1885
- Xysticus brevidentatus Wunderlich, 1995
- Xysticus britcheri Gertsch, 1934
- Xysticus brunneitibiis Caporiacco, 1939
- Xysticus bufo (Dufour, 1820)
- Xysticus californicus Keyserling, 1880
- Xysticus canadensis Gertsch, 1934
- Xysticus canariensis (Wunderlich, 1987)
- Xysticus caperatoides Levy, 1976
- Xysticus caperatus Simon, 1875
- Xysticus caspicus Utochkin, 1968
- Xysticus caucasius L. Koch, 1878
- Xysticus chaparralis Schick, 1965
- Xysticus charitonowi Mcheidze, 1971
- Xysticus chippewa Gertsch, 1953
- Xysticus chui Ono, 1992
- Xysticus clavulus (Wunderlich, 1987)
- Xysticus clercki (Audouin, 1826)
- Xysticus cochise Gertsch, 1953
- Xysticus coloradensis Bryant, 1930
- Xysticus concinnus Kroneberg, 1875
- Xysticus concretus Utochkin, 1968
- Xysticus concursus Gertsch, 1934
- Xysticus conflatus Song, Tang & Zhu, 1995
- Xysticus connectens Kulczyński, 1901
- Xysticus cor Canestrini, 1873
- Xysticus corsicus Simon, 1875
- Xysticus courti Marusik & Omelko, 2014
- Xysticus cribratus Simon, 1885
- Xysticus crispabilis Song & Gao, 1996
- Xysticus cristatus (Clerck, 1757)
- Xysticus croceus Fox, 1937
- Xysticus cunctator Thorell, 1877
- Xysticus curtus Banks, 1898
- Xysticus daisetsuzanus Ono, 1988
- Xysticus dali Li & Yang, 2008
- Xysticus davidi Schenkel, 1963
- Xysticus deichmanni Sørensen, 1898
- Xysticus demirsoyi Demir, Topçu & Türkes, 2006
- Xysticus denisi Schenkel, 1963
- Xysticus desidiosus Simon, 1875
- Xysticus discursans Keyserling, 1880
- Xysticus diversus (Blackwall, 1870)
- Xysticus dolpoensis Ono, 1978
- Xysticus doriai (Dalmas, 1922)
- Xysticus durus (Sørensen, 1898)
- Xysticus dzhungaricus Tyschchenko, 1965
- Xysticus edax (O. Pickard-Cambridge, 1872)
- Xysticus egenus Simon, 1886
- Xysticus elegans Keyserling, 1880
- Xysticus elephantus Ono, 1978
- Xysticus ellipticus Turnbull, Dondale & Redner, 1965
- Xysticus emertoni Keyserling, 1880
- Xysticus ephippiatus Simon, 1880
- Xysticus erraticus (Blackwall, 1834)
- Xysticus facetus O. Pickard-Cambridge, 1896
- Xysticus fagei Lessert, 1919
- Xysticus federalis Gertsch, 1953
- Xysticus ferox (Hentz, 1847)
- Xysticus ferrugineus Menge, 1876
- Xysticus ferruginoides Schenkel, 1963
- Xysticus ferus O. Pickard-Cambridge, 1876
- Xysticus fervidus Gertsch, 1953
- Xysticus fienae (Jocqué, 1993)
- Xysticus flavitarsis Simon, 1877
- Xysticus flavovittatus Keyserling, 1880
- Xysticus floridanus Banks, 1896
- Xysticus fraternus Banks, 1895
- Xysticus fuerteventurensis (Wunderlich, 1992)
- Xysticus funestus Keyserling, 1880
- Xysticus furtivus Gertsch, 1936
- Xysticus gallicus Simon, 1875
- Xysticus gattefossei Denis, 1956
- Xysticus geometres L. Koch, 1874
- Xysticus gertschi Schick, 1965
- Xysticus ghigii Caporiacco, 1938
- Xysticus gobiensis Marusik & Logunov, 2002
- Xysticus gortanii Caporiacco, 1922
- Xysticus gosiutus Gertsch, 1933
- Xysticus gracilis Keyserling, 1880
- Xysticus graecus C. L. Koch, 1837
- Xysticus grallator Simon, 1932
- Xysticus grohi (Wunderlich, 1992)
- Xysticus guizhou Song & Zhu, 1997
- Xysticus gulosus Keyserling, 1880
- Xysticus havilandi Lawrence, 1942
- Xysticus hedini Schenkel, 1936
- Xysticus helophilus Simon, 1890
- Xysticus hepaticus Simon, 1903
- Xysticus himalayaensis Tikader & Biswas, 1974
- Xysticus hindusthanicus Basu, 1965
- Xysticus hui Platnick, 1993
- Xysticus humilis Redner & Dondale, 1965
- Xysticus ibex Simon, 1875
- Xysticus ictericus L. Koch, 1874
- Xysticus idolothytus Logunov, 1995
- Xysticus illaudatus Logunov, 1995
- Xysticus imitarius Gertsch, 1953
- Xysticus indiligens (Walckenaer, 1837)
- Xysticus insulicola Bösenberg & Strand, 1906
- Xysticus iviei Schick, 1965
- Xysticus jabalpurensis Gajbe & Gajbe, 1999
- Xysticus jaharai Basu, 1979
- Xysticus japenus Roewer, 1938
- Xysticus jiangi Peng, Yin & Kim, 2000
- Xysticus jinlin Song & Zhu, 1995
- Xysticus joyantius Tikader, 1966
- Xysticus jugalis L. Koch, 1875
- Xysticus kalandadzei Mcheidze & Utochkin, 1971
- Xysticus kali Tikader & Biswas, 1974
- Xysticus kamakhyai Tikader, 1962
- Xysticus kashidi Tikader, 1963
- Xysticus kaznakovi Utochkin, 1968
- Xysticus kempeleni Thorell, 1872
- Xysticus keyserlingi Bryant, 1930
- Xysticus khasiensis Tikader, 1980
- Xysticus kochi Thorell, 1872
- Xysticus kulczynskii Wierzbicki, 1902
- Xysticus kurilensis Strand, 1907
- Xysticus kuzgi Marusik & Logunov, 1990
- Xysticus labradorensis Keyserling, 1887
- Xysticus laetus Thorell, 1875
- Xysticus lalandei (Audouin, 1826)
- Xysticus lanio C. L. Koch, 1835 – bokochód boczeń
- Xysticus lanzarotensis (Wunderlich, 1992)
- Xysticus lapidarius Utochkin, 1968
- Xysticus lassanus Chamberlin, 1925
- Xysticus laticeps Bryant, 1933
- Xysticus latitabundus Logunov, 1995
- Xysticus lehtineni Fomichev, Marusik & Koponen, 2014
- Xysticus lendli Kulczyński, 1897
- Xysticus lepnevae Utochkin, 1968
- Xysticus lesserti Schenkel, 1963
- Xysticus lindbergi Roewer, 1962
- Xysticus lineatus (Westring, 1851)
- Xysticus locuples Keyserling, 1880
- Xysticus loeffleri Roewer, 1955
- Xysticus logunovi Seyfulina & Mikhailov, 2004
- Xysticus logunovi Ono & Martens, 2005
- Xysticus lucifugus Lawrence, 1937
- Xysticus luctans (C. L. Koch, 1845)
- Xysticus luctator L. Koch, 1870
- Xysticus luctuosus (Blackwall, 1836)
- Xysticus lutzi Gertsch, 1935
- Xysticus macedonicus Šilhavý, 1944
- Xysticus maculatipes Roewer, 1962
- Xysticus maculiger Roewer, 1951
- Xysticus madeirensis (Wunderlich, 1992)
- Xysticus manas Song & Zhu, 1995
- Xysticus marmoratus Thorell, 1875
- Xysticus martensi Ono, 1978
- Xysticus marusiki Ono & Martens, 2005
- Xysticus metinaktasi Demir, Seyyar & Türker, 2017
- Xysticus minor Charitonov, 1946
- Xysticus mongolicus Schenkel, 1963
- Xysticus montanensis Keyserling, 1887
- Xysticus mugur Marusik, 1990
- Xysticus mulleri Lawrence, 1952
- Xysticus multiaculeatus Caporiacco, 1940
- Xysticus mundulus O. Pickard-Cambridge, 1885
- Xysticus namaquensis Simon, 1910
- Xysticus natalensis Lawrence, 1938
- Xysticus nataliae Utochkin, 1968
- Xysticus nenilini Marusik, 1989
- Xysticus nepalhimalaicus Ono, 1978
- Xysticus nevadensis (Keyserling, 1880)
- Xysticus nigriceps Berland, 1922
- Xysticus nigromaculatus Keyserling, 1884
- Xysticus nigropunctatus L. Koch, 1867
- Xysticus nigrotrivittatus (Simon, 1870)
- Xysticus ninnii Thorell, 1872
- Xysticus nitidus Hu, 2001
- Xysticus novokhatskyii Fomichev, 2015
- Xysticus nubilus Simon, 1875
- Xysticus nyingchiensis Song & Zhu, 1995
- Xysticus obesus Thorell, 1875
- Xysticus obscurus Collett, 1877
- Xysticus ocala Gertsch, 1953
- †Xysticus oeningensis (Heer, 1865)
- Xysticus orizaba Banks, 1898
- Xysticus ovadan Marusik & Logunov, 1995
- Xysticus ovatus Simon, 1876
- Xysticus ovcharenkoi Marusik & Logunov, 1990
- Xysticus paiutus Gertsch, 1933
- Xysticus palawanicus Barrion & Litsinger, 1995
- Xysticus palpimirabilis Marusik & Chevrizov, 1990
- Xysticus parallelus Simon, 1873
- Xysticus parapunctatus Song & Zhu, 1995
- Xysticus pearcei Schick, 1965
- Xysticus peccans O. Pickard-Cambridge, 1876
- Xysticus pellax O. Pickard-Cambridge, 1894
- Xysticus peltiformus Zhang, Zhu & Song, 2004
- Xysticus peninsulanus Gertsch, 1934
- Xysticus periscelis Simon, 1908
- Xysticus pieperi Ono & Martens, 2005
- Xysticus pigrides Mello-Leitão, 1929
- Xysticus pingshan Zhang, Zhu & Song, 2004
- Xysticus pinocorticalis (Wunderlich, 1992)
- Xysticus posti Sauer, 1968
- Xysticus potamon Ono, 1978
- Xysticus pretiosus Gertsch, 1934
- Xysticus promiscuus O. Pickard-Cambridge, 1876
- Xysticus pseudobliteus (Simon, 1880)
- Xysticus pseudocristatus Azarkina & Logunov, 2001
- Xysticus pseudolanio Wunderlich, 1995
- Xysticus pseudoluctuosus Marusik & Logunov, 1995
- Xysticus pseudorectilineus (Wunderlich, 1995)
- Xysticus pulcherrimus Keyserling, 1880
- Xysticus punctatus Keyserling, 1880
- Xysticus pygmaeus Tyschchenko, 1965
- Xysticus pynurus Tikader, 1968
- Xysticus quadratus Tang & Song, 1988
- Xysticus quadrispinus Caporiacco, 1933
- Xysticus quagga Jocqué, 1977
- Xysticus rainbowi Strand, 1901
- Xysticus rectilineus (O. Pickard-Cambridge, 1872)
- Xysticus robinsoni Gertsch, 1953
- Xysticus robustus (Hahn, 1832)
- Xysticus rockefelleri Gertsch, 1953
- Xysticus roonwali Tikader, 1964
- Xysticus rostratus Ono, 1988
- Xysticus rugosus Buckle & Redner, 1964
- Xysticus ryukyuensis Ono, 2002
- Xysticus sabulosus (Hahn, 1832)
- Xysticus saganus Bösenberg & Strand, 1906
- Xysticus sagittifer Lawrence, 1927
- Xysticus sansan Levy, 2007
- Xysticus sardiniensis (Wunderlich, 1995)
- Xysticus schoutedeni Lessert, 1943
- Xysticus secedens L. Koch, 1876
- Xysticus semicarinatus Simon, 1932
- Xysticus seserlig Logunov & Marusik, 1994
- Xysticus setiger O. Pickard-Cambridge, 1885
- Xysticus sharlaa Marusik & Logunov, 2002
- Xysticus shillongensis Tikader, 1962
- Xysticus shyamrupus Tikader, 1966
- Xysticus sibiricus Kulczyński, 1908
- Xysticus siciliensis Wunderlich, 1995
- Xysticus sicus Fox, 1937
- Xysticus sikkimus Tikader, 1970
- Xysticus silvestrii Simon, 1905
- Xysticus simonstownensis Strand, 1909
- Xysticus simplicipalpatus Ono, 1978
- Xysticus sinaiticus Levy, 1999
- Xysticus sjostedti Schenkel, 1936
- Xysticus slovacus Svaton, Pekár & Prídavka, 2000
- Xysticus soderbomi Schenkel, 1936
- Xysticus soldatovi Utochkin, 1968
- Xysticus spasskyi Utochkin, 1968
- Xysticus sphericus (Walckenaer, 1837)
- Xysticus spiethi Gertsch, 1953
- Xysticus squalidus Simon, 1883
- Xysticus striatipes L. Koch, 1870
- Xysticus subjugalis Strand, 1906
- Xysticus tampa Gertsch, 1953
- Xysticus tarcos L. Koch, 1875
- Xysticus taukumkurt Marusik & Logunov, 1990
- Xysticus tenebrosus Šilhavý, 1944
- Xysticus tenuiapicalis Demir, 2012
- Xysticus texanus Banks, 1904
- Xysticus thessalicoides Wunderlich, 1995
- Xysticus thessalicus Simon, 1916
- Xysticus tikaderi Bhandari & Gajbe, 2001
- Xysticus toltecus Gertsch, 1953
- Xysticus torsivoides Song & Zhu, 1995
- Xysticus torsivus Tang & Song, 1988
- Xysticus tortuosus Simon, 1932
- Xysticus transversomaculatus Bösenberg & Strand, 1906
- Xysticus triangulosus Emerton, 1894
- Xysticus triguttatus Keyserling, 1880
- Xysticus tristrami (O. Pickard-Cambridge, 1872)
- Xysticus trizonatus Ono, 1988
- Xysticus tsanghoensis Hu, 2001
- Xysticus tugelanus Lawrence, 1942
- Xysticus turkmenicus Marusik & Logunov, 1995
- Xysticus turlan Marusik & Logunov, 1990
- Xysticus tyshchenkoi Marusik & Logunov, 1995
- Xysticus ukrainicus Utochkin, 1968
- Xysticus ulkan Marusik & Logunov, 1990
- Xysticus ulmi (Hahn, 1831) – bokochód pospolity
- Xysticus urbensis Lawrence, 1952
- Xysticus urgumchak Marusik & Logunov, 1990
- Xysticus vachoni Schenkel, 1963
- Xysticus variabilis Keyserling, 1880
- Xysticus verecundus Gertsch, 1934
- Xysticus verneaui Simon, 1883
- Xysticus viduus Kulczyński, 1898
- Xysticus viveki Gajbe, 2005
- Xysticus wagneri Gertsch, 1953
- Xysticus walesianus Karsch, 1878
- Xysticus winnipegensis Turnbull, Dondale & Redner, 1965
- Xysticus wuae Song & Zhu, 1995
- Xysticus wunderlichi Logunov, Marusik & Trilikauskas, 2001
- Xysticus xerodermus Strand, 1913
- Xysticus xiningensis Hu, 2001
- Xysticus xizangensis Tang & Song, 1988
- Xysticus xysticiformis (Caporiacco, 1935)
- Xysticus yogeshi Gajbe, 2005
- Xysticus zonshteini Marusik, 1989